# 兵庫県道396号豊富御国野線
兵庫県道396号豊富御国野線（ひょうごけんどう396ごう とよとみみくにのせん）は、兵庫県姫路市を通る一般県道である。

## 概要
姫路市豊富町神谷から姫路市御国野町御着に至る。

### 路線データ
- 起点：姫路市豊富町神谷（兵庫県道373号大柳仁豊野線交点）
- 終点：姫路市御国野町御着（御着交差点、国道2号交点）
- 総延長：2.658 km

## 路線状況

### 重複区間
- 国道372号（姫路市飾東町八重畑 - 姫路市飾東町山崎）
- 兵庫県道65号神戸加古川姫路線（姫路市飾東町北山 - 姫路市飾東町志吹）

### 道路施設

#### 橋梁
- 宮下橋（天川、姫路市）

## 地理

### 通過する自治体
- 兵庫県
  - 姫路市

### 交差する道路
| 交差する道路                              | 交差する場所 | 交差する場所      |
| ----------------------------------------- | ------------ | ----------------- |
| 兵庫県道373号大柳仁豊野線                 | 豊富町神谷   | 起点              |
| 国道372号 重複区間起点                    | 飾東町八重畑 |                   |
| 国道372号 重複区間終点'                   | 飾東町山崎   |                   |
| 兵庫県道65号神戸加古川姫路線 重複区間起点 | 飾東町北山   |                   |
| 兵庫県道65号神戸加古川姫路線 重複区間終点 | 飾東町志吹   |                   |
| 国道2号                                   | 御国野町御着 | 御着交差点 / 終点 |

### 沿線
- 姫路セントラルパーク
- 姫路市立御国野小学校